# Hermann Anschütz
Hermann Anschütz   (Coblença, 12 d'octubre de 1802 - Múnic, 30 d'agost de 1880) va ser un pintor alemany i professor a la Acadèmia de Belles Arts de Múnic. Està associat a l'escola de pintura de Düsseldorf.
Anschütz va néixer a Coblença. El seu pare, Joseph Andreas Anschütz era un músic eminent i estava al capdavant d'una escola d'ensenyament vocal i instrumental, i el germà petit de Hermann, Karl Anschütz, va acabar com a director d'òpera als Estats Units.
Va viure a Promenade Straße 1 a Múnic al voltant de 1850. Va morir a Múnic, on va ser enterrat a l'Antic Cementiri del Sud (Alter Südfriedhof).